# شولا شوريتير
شولا ماكسويل شوريتير هو لاعب كرة قدم إنجليزي يلعب مع نادي مانشستر يونايتد في الدوري الإنجليزي الممتاز.